# Михаило Дука (протостратор)
Михаило Дука (грчки: Μιχαήλ Δούκας; око 1061—9. јануара пре 1117) је био византијски генерал са титулом протостратора. Служио је византијског цара Алексија I Комнина (1081-1118). Једини извор о његовој каријери је "Алексијада" Ане Комнине.

## Биографија
Михаило је рођен око 1061. године као најстарији син доместика схоле Андроника Дуке, сина цезара Јована Дуке, и његове супруге, Марије Бугарске, унуке бугарског цара Јована Владислава (1015-1018). Јован је био зет византијског цара Алексија I Комнина (1081-1118), односно брат царице Ирине Дукине. Године 1074. за време побуне норманског плаћеника Русела де Балиола, Михаило је, заједно са својим млађим братом Јованом, био на поседима свога деде у Битинији. Русел је захтевао од Јована да да два таоца у замену за његовог рањеног оца који је био заробљеник побуњеника. Старији Јован Дука се сложио те је своја два унука дао као таоце. Михаило је успео да побегне захваљујући помоћи локалних сељака, али је Јован остао у заробљеништву до Руселовог пораза и заробљавања од стране Турака касније исте године.
Михаило је 1078. године одиграо кључну улогу у склапању брака између Нићифора III Вотанијата (1078-1081) и Марије Аланије. Брак је био противан канонском праву јер је Марија била удата за недавно свргнутог цара Михаила VII Дуку (1071-1078). По инструкцијама свог деде, Јована Дуке, Михаило је нашао свештеника који је пристао да спроведе церемонију. Када се 1081. године Алексије I Комнин (1081-1118) побунио против Вотанијата, Михаило је, са својим оцем, стао на његову страну и подржао га у проглашењу за цара. Михаило је због тога награђен титулом севаста и протостратора, што је једна од највиших функција Византијског царства.
Михаило 1083. године учествује у кампањи у Тесалији против Нормана под Боемундом Тарентским. Поражен је од Боемунда код Ларисе. Четири година касније, Михаило учествује у неуспешном походу против Печенега у Бугарској. Алексије га је позвао да се повуче након пораза код Дористолона. Неколико година касније Михаило учествује у великој победи византијске војске код Левуниона. Присуство Михаила Дуке на сабору (1093) кога је одржао Лав Халкедонски је забележено у писму кога је током норманске инвазије (1107-1108) Михаило послао у Епир ради прикупљања трупа. Михаило је након дуже болести умро 9. јануара. Година смрти је непозната. Умро је пре 1117. године када се наводи као мртав у типику манастира Кесаритомен.
Михаило је у браку са женом непознатог имена имао неколико деце. Са сигурношћу је познато име само једног од синова, Константина Дуке, севаста и гувернера регије око Вардара 1118. године. Димитрије Полемис сматра да је Теодора Дукина (мајка Еуфросине Дукине) била ћерка протостратора Михаила. Друга ћерка је Ирина Дукина, супруга Георгија Каматероса, генерала Алексија Комнина и његовог наследника Јована.